# Bogværket
Bogværket er et dansk forlag, der udgiver arkitekturbøger. Forlaget er stiftet 2008 af de tidligere forlagsredaktører Kristian Berg Nielsen (tidligere på Arkitektskolens Forlag) og Kim Dirckinck-Holmfeld (tidligere på Arkitektens Forlag). I 2009 forlod Kristian Berg Nielsen forlaget og etablerede et nyt forlag, Ikaros Press